# Decano (educación)

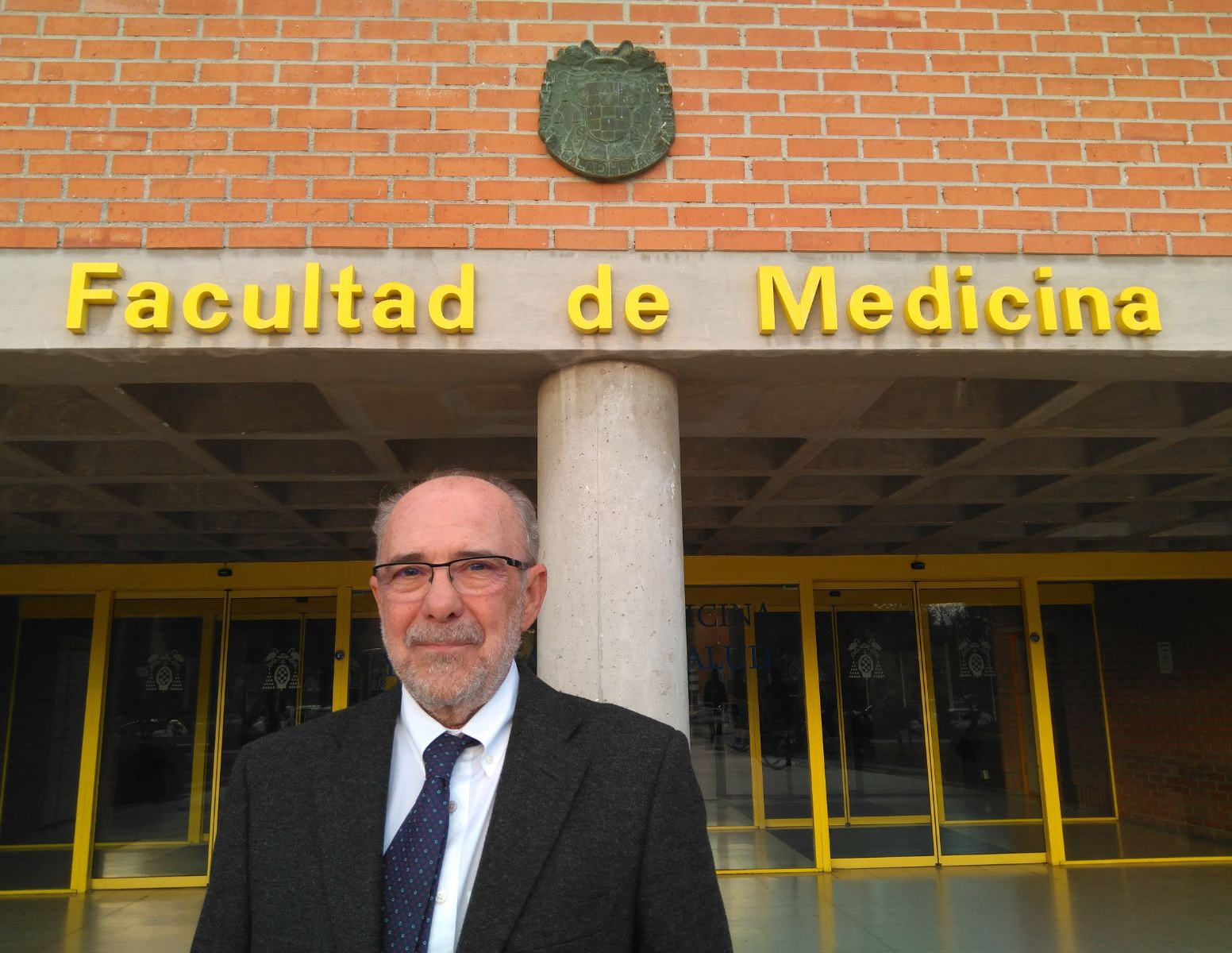
Manuel Rodríguez Zapata, decano de la Facultad de Medicina de la Universidad de Alcalá.

Decano o decana es la persona nombrada para presidir una facultad dentro de una universidad.

## Historia
El término proviene del Latín decanus, o "líder de diez", utilizado originalmente en los monasterios medievales. Estos usualmente eran muy grandes e incluían a cientos de monjes. Por esta razón, los monjes estaban organizados en grupos de diez para propósitos administrativos, cada uno a cargo de un monje de mayor rango, el decano. Más tarde, el término pasó a utilizarse para referirse al jefe de una comunidad de sacerdotes, a un capítulo de una catedral, o a una sección de una diócesis (un "decanato"). Cuando las universidades surgieron de las escuelas de las catedrales y monasterios, el título de decano fue utilizado para designar a empleados con varias responsabilidades administrativas.

## Funciones
Generalmente el decano dirige la cátedra universitaria de las diferentes carreras profesionales. Además sirve como coordinador de los profesores que imparten las asignaturas de su área.
También se la llama "Decano" a la persona de mayor antigüedad en alguna Institución Educativa, a quien se le reconocen ciertos atributos, como ser conocedora de su ámbito y tener experiencia. Se considera una persona muy respetable entre sus compañeros de trabajo, debido a su experiencia y sus vivencias acumuladas a lo largo de su trayectoria académica.